# Elecciones municipales de Chachapoyas de 2018
Las elecciones municipales de Chachapoyas de 2018 se llevaron a cabo el 7 de octubre de 2018 para elegir al alcalde y al Concejo Provincial de Chachapoyas para el periodo 2019-2022. La elección se celebró simultáneamente con elecciones regionales y municipales (provinciales y distritales) en todo el país.
En estas elecciones, la primera vez en que no se permitió la reelección de alcaldes, Víctor Culqui, candidato de Sentimiento Amazonense Regional, obtuvo una victoria extremadamente ajustada, superando por tan solo 81 votos (0.3%) a Fernando Santillán, del Movimiento Regional Amazonense Unidos al Campo. Este resultado representó la diferencia más estrecha en la historia electoral de Chachapoyas y la menor registrada desde 1963, las primeras elecciones provinciales. Elizabeth Terán, candidata del Movimiento Regional Fuerza Amazonense, quedó en un distante tercer lugar, lo que marcó la primera derrota de su movimiento desde 2010, tras haber dominado los dos comicios anteriores. Nuevamente, ningún partido político nacional logró representación en el concejo provincial.
En el ámbito distrital, Sentimiento Amazonense Regional se consolidó como la organización más votada y con mayor número de alcaldías distritales, ganando en ocho de los veinte concejos distritales, incluidos La Jalca y Molinopampa, el primero y el tercer distrito más poblado de la provincia, respectivamente. Aunque el Movimiento Regional Fuerza Amazonense se posicionó como la segunda organización más votada, perdió varias alcaldías y obtuvo el gobierno de solo cinco distritos. Por otro lado, el Movimiento Independiente Surge Amazonas lo superó al ganar en seis distritos, destacando Leimebamba, el segundo más poblado. El Movimiento Regional Amazonense Unidos al Campo logró ganar solamente en Mariscal Castilla. Por primera vez desde 1995, ningún partido político nacional obtuvo el control de una comuna distrital.

## Sistema electoral
La Municipalidad Provincial de Chachapoyas es el órgano administrativo y de gobierno de la provincia de Chachapoyas. Está compuesta por el alcalde y el Concejo Provincial.
La votación del alcalde y el concejo se realiza en base al sufragio universal, que comprende a todos los ciudadanos nacionales mayores de dieciocho años, empadronados y residentes en la provincia de Chachapoyas y en pleno goce de sus derechos políticos, así como a los ciudadanos no nacionales residentes y empadronados en la provincia de Chachapoyas. No hay reelección inmediata de alcaldes.
El Concejo Provincial de Chachapoyas está compuesto por 9 regidores elegidos por sufragio directo para un período de cuatro (4) años, en forma conjunta con la elección del alcalde (quien lo preside). La votación es por lista cerrada y bloqueada. Se asigna a la lista ganadora los escaños según el método d'Hondt o la mitad más uno, lo que más le favorezca. Es elegido como alcalde el candidato que ocupe el primer lugar de la lista que haya obtenido la más alta votación.

## Composición del Concejo Provincial de Chachapoyas
La siguiente tabla muestra la composición del Concejo Provincial de Chachapoyas antes de las elecciones.
| Partidos | Partidos                                       | Regidores |
| -------- | ---------------------------------------------- | --------- |
|          | Movimiento Regional Fuerza Amazonense          | 6         |
|          | Sentimiento Amazonense Regional                | 2         |
|          | Movimiento Regional Amazonense Unidos al Campo | 1         |

## Partidos y candidatos
A continuación se muestra una lista de los principales partidos y alianzas electorales que participaron en las elecciones:
| Candidatura | Candidatura | Partidos y alianzas                                              | Candidato | Candidato                 | Ideología                                               | Resultado previo | Resultado previo | Ref.  |
| Candidatura | Candidatura | Partidos y alianzas                                              | Candidato | Candidato                 | Ideología                                               | Votos (%)        | Reg.             | Ref.  |
| ----------- | ----------- | ---------------------------------------------------------------- | --------- | ------------------------- | ------------------------------------------------------- | ---------------- | ---------------- | ----- |
|             | FA          | Lista - Movimiento Regional Fuerza Amazonense (FA)               |           | Elizabeth Terán Reátegui  | Regionalismo amazonense                                 | 38.14%           | 6                | [ 4 ] |
|             | GH          | Lista - Sentimiento Amazonense Regional (GH)                     |           | Víctor Culqui Puerta      | Regionalismo amazonense                                 | 22.28%           | 2                | [ 4 ] |
|             | MORAUAC     | Lista - Movimiento Regional Amazonense Unidos al Campo (MORAUAC) |           | Fernando Santillán Meza   | Regionalismo amazonense                                 | 15.10%           | 1                | [ 4 ] |
|             | SA          | Lista - Movimiento Independiente Surge Amazonas (SA)             |           | Carlos Torres Santillán   | Regionalismo amazonense                                 | 8.85%            | 0                | [ 4 ] |
|             | AP          | Lista - Acción Popular (AP)                                      |           | William Llaja Mori        | Partido atrapalotodo                                    | 0.79%            | 0                | [ 4 ] |
|             | FP          | Lista - Fuerza Popular (FP)                                      |           | Rubén Llumpo Cumpa        | Fujimorismo Conservadurismo social Populismo de derecha | Nuevo            | Nuevo            | [ 4 ] |
|             | FA          | Lista - Frente Amplio (FA)                                       |           | Nelson López Portocarrero | Socialismo Ecologismo Descentralización                 | Nuevo            | Nuevo            | [ 4 ] |

## Sondeos de opinión
La siguiente tabla enumera las estimaciones de la intención de voto en orden cronológico inverso, mostrando las más recientes primero y utilizando las fechas en las que se realizó el trabajo de campo de la encuesta. Cuando se desconocen las fechas del trabajo de campo, se proporciona la fecha de publicación.
Leyenda:
     Sondeo realizado en el periodo de prohibición legal de la difusión de sondeos de intención de voto.

### Intención de voto
La siguiente tabla enumera las estimaciones ponderadas (sin incluir votos en blanco y nulos) de la intención de voto.
| Encuestadora/Medio             | Fecha      | Muestra | Víctor Culqui | Fernando Santillán | Elizabeth Terán | Carlos Torres | Nelson López | Rubén Llumpo | William Llaja | Dif. |  |  |  |  |
| ------------------------------ | ---------- | ------- | ------------- | ------------------ | --------------- | ------------- | ------------ | ------------ | ------------- | ---- |  |  |  |  |
| Encuestadora/Medio             | Fecha      | Muestra |               |                    |                 |               |              |              |               |      |  |  |  |  |
| Elecciones municipales de 2018 | 7 oct 2018 | —       | 27.0          | 26.7               | 19.9            | 15.7          | 5.4          | 3.0          | 2.3           | 0.3  |  |  |  |  |
|                                |            |         |               |                    |                 |               |              |              |               |      |  |  |  |  |
| Ipsos Perú/América             | 7 oct 2018 | ?       | 26.7          | 25.1               | 20.4            | 15.7          | –            | –            | –             | 1.6  |  |  |  |  |
| Ipsos Perú/América             | 7 oct 2018 | ?       | 26.2          | 16.6               | 18.7            | 22.8          | –            | –            | –             | 3.4  |  |  |  |  |

## Resultados

### Sumario general
|                        |                                                          |              |              |              |           |           |
| Partidos y coaliciones | Partidos y coaliciones                                   | Voto popular | Voto popular | Voto popular | Regidores | Regidores |
| Partidos y coaliciones | Partidos y coaliciones                                   | Votos        | %            | +/−          | Total     | +/−       |
|                        | Sentimiento Amazonense Regional (GH)                     | 6,672        | 27.04        | +4.76        | 6         | +4        |
|                        | Movimiento Regional Amazonense Unidos al Campo (MORAUAC) | 6,591        | 26.71        | +11.61       | 1         | ±0        |
|                        | Movimiento Regional Fuerza Amazonense (FA)               | 4,918        | 19.93        | –18.21       | 1         | –5        |
|                        | Movimiento Independiente Surge Amazonas (SA)             | 3,862        | 15.65        | +6.80        | 1         | +1        |
|                        | Frente Amplio (FA)                                       | 1,326        | 5.37         | Nuevo        | 0         | ±0        |
|                        | Fuerza Popular (FP)                                      | 730          | 2.96         | Nuevo        | 0         | ±0        |
|                        | Acción Popular (AP)                                      | 576          | 2.33         | +1.54        | 0         | ±0        |
|                        |                                                          |              |              |              |           |           |
| Total                  | Total                                                    | 24,675       |              |              | 9         | ±0        |
|                        |                                                          |              |              |              |           |           |
| Votos válidos          | Votos válidos                                            | 24,675       | 81.20        | –5.74        |           |           |
| Votos en blanco        | Votos en blanco                                          | 2,470        | 8.13         | +2.28        |           |           |
| Votos nulos            | Votos nulos                                              | 3,242        | 10.67        | +3.46        |           |           |
| Votos emitidos         | Votos emitidos                                           | 30,387       | 78.49        | –3.26        |           |           |
| Abstenciones           | Abstenciones                                             | 8,326        | 21.51        | +3.26        |           |           |
| Votantes registrados   | Votantes registrados                                     | 38,713       |              |              |           |           |
|                        |                                                          |              |              |              |           |           |
| Fuente:                |                                                          |              |              |              |           |           |

### Concejo Provincial de Chachapoyas
| Cargo                              | Autoridad electa            | Partido político | Partido político                               |
| ---------------------------------- | --------------------------- | ---------------- | ---------------------------------------------- |
| Alcalde Provincial de Chachapoyas  | Víctor Culqui Puerta        |                  | Sentimiento Amazonense Regional                |
| Regidor Provincial de Chachapoyas  | Víctor Santillán Huamán     |                  | Sentimiento Amazonense Regional                |
| Regidor Provincial de Chachapoyas  | Herbert Morales Vivanco     |                  | Sentimiento Amazonense Regional                |
| Regidor Provincial de Chachapoyas  | Johnny Castillo Tomanguilla |                  | Sentimiento Amazonense Regional                |
| Regidor Provincial de Chachapoyas  | Luis Bonifaz Arista         |                  | Sentimiento Amazonense Regional                |
| Regidor Provincial de Chachapoyas  | Segundo Chávez Quintana     |                  | Sentimiento Amazonense Regional                |
| Regidora Provincial de Chachapoyas | Marie Corbera Rodríguez     |                  | Sentimiento Amazonense Regional                |
| Regidor Provincial de Chachapoyas  | Javier Montoya Angulo       |                  | Movimiento Regional Amazonense Unidos al Campo |
| Regidor Provincial de Chachapoyas  | Keith Collazos Silva        |                  | Movimiento Regional Fuerza Amazonense          |
| Regidor Provincial de Chachapoyas  | Yuri Reina Marin            |                  | Movimiento Independiente Surge Amazonas        |

## Elecciones municipales distritales

### Sumario general
| Partidos y coaliciones | Partidos y coaliciones                                   | Voto popular | Voto popular | Voto popular | Alcaldías | Alcaldías |
| Partidos y coaliciones | Partidos y coaliciones                                   | Votos        | %            | +/−          | Total     | +/−       |
| ---------------------- | -------------------------------------------------------- | ------------ | ------------ | ------------ | --------- | --------- |
|                        | Sentimiento Amazonense Regional (GH)                     | 4,715        | 33.83        | +8.31        | 8         | +1        |
|                        | Movimiento Regional Fuerza Amazonense (FA)               | 3,210        | 23.03        | –8.18        | 5         | –4        |
|                        | Movimiento Independiente Surge Amazonas (SA)             | 3,167        | 22.72        | +12.96       | 6         | +6        |
|                        | Movimiento Regional Amazonense Unidos al Campo (MORAUAC) | 1,011        | 7.25         | –2.63        | 1         | –1        |
|                        | Alianza para el Progreso (APP)                           | 804          | 5.77         | –1.37        | 0         | –1        |
|                        | Fuerza Popular (FP)                                      | 378          | 2.71         | Nuevo        | 0         | ±0        |
|                        | Peruanos por el Kambio (PPK)                             | 285          | 2.04         | Nuevo        | 0         | ±0        |
|                        | Partido Aprista Peruano (APRA)                           | 238          | 1.71         | +0.02        | 0         | ±0        |
|                        | Frente Amplio (FA)                                       | 80           | 0.57         | Nuevo        | 0         | ±0        |
|                        | Acción Popular (AP)                                      | 49           | 0.35         | n/a          | 0         | ±0        |
|                        |                                                          |              |              |              |           |           |
| Total                  | Total                                                    | 13,937       |              |              | 20        | ±0        |
|                        |                                                          |              |              |              |           |           |
| Votos válidos          | Votos válidos                                            | 13,937       | 87.94        | –1.50        |           |           |
| Votos en blanco        | Votos en blanco                                          | 1,201        | 7.58         | +1.30        |           |           |
| Votos nulos            | Votos nulos                                              | 710          | 4.48         | +0.20        |           |           |
| Votos emitidos         | Votos emitidos                                           | 15,848       | 81.20        | –3.07        |           |           |
| Abstenciones           | Abstenciones                                             | 3,669        | 18.80        | +3.07        |           |           |
| Votantes registrados   | Votantes registrados                                     | 19,517       |              |              |           |           |
|                        |                                                          |              |              |              |           |           |
| Fuente:                |                                                          |              |              |              |           |           |

### Resultados por distrito
La siguiente tabla enumera el control de los distritos de la provincia de Chachapoyas. El cambio de mando de una organización política se resalta del color de ese partido.
| Distrito                | Alcalde titular             | Partido político | Partido político                | Alcalde electo             | Partido político | Partido político                |
| ----------------------- | --------------------------- | ---------------- | ------------------------------- | -------------------------- | ---------------- | ------------------------------- |
| Asunción                | Miriam Bacalla del Castillo |                  | Sentimiento Amazonense Regional | Helda Molinari Trauco      |                  | Surge Amazonas                  |
| Balsas                  | Eugenio Tirado Ortiz        |                  | Fuerza Amazonense               | Segundo Maza Sánchez       |                  | Sentimiento Amazonense Regional |
| Cheto                   | Fernando Trigoso Zagaceta   |                  | Sentimiento Amazonense Regional | Elita Culquimboz Huamán    |                  | Fuerza Amazonense               |
| Chiliquín               | Juan Pilco Quiroz           |                  | Fuerza Amazonense               | Jaime Pinedo Sopla         |                  | Surge Amazonas                  |
| Chuquibamba             | Alejandro Zelada Abanto     |                  | Alianza para el Progreso        | Héctor Díaz Añasco         |                  | Sentimiento Amazonense Regional |
| Granada                 | Enoc Pilco Valle            |                  | Fuerza Amazonense               | Samuel Canlla Gómez        |                  | Fuerza Amazonense               |
| Huancas                 | Deysi Solano Cotrina        |                  | Fuerza Amazonense               | Wilian Puscan Alva         |                  | Fuerza Amazonense               |
| La Jalca                | Daysy Rojas Guiop           |                  | Obras por Amazonas              | Walter Culqui Velásquez    |                  | Sentimiento Amazonense Regional |
| Leimebamba              | Carlos Escobedo Ocampo      |                  | Unidos al Campo                 | Laynes Silva Vigo          |                  | Surge Amazonas                  |
| Levanto                 | Hermeregildo Salón Valdivia |                  | Sentimiento Amazonense Regional | Pablo Vilca Huamán         |                  | Sentimiento Amazonense Regional |
| Magdalena               | Roiser Cruz Huamán          |                  | Sentimiento Amazonense Regional | José Tenorio Tauma         |                  | Surge Amazonas                  |
| Mariscal Castilla       | Einen Rojas López           |                  | Sentimiento Amazonense Regional | Carmita Maicelo Bustamante |                  | Unidos al Campo                 |
| Molinopampa             | Segundo Huamán Sopla        |                  | Fuerza Amazonense               | Keni Pinedo Mori           |                  | Sentimiento Amazonense Regional |
| Montevideo              | Leví Meza Damacen           |                  | Unidos al Campo                 | Delmer Vergaray Sánchez    |                  | Sentimiento Amazonense Regional |
| Olleros                 | Dionicio Montoya Mas        |                  | Fuerza Amazonense               | Carlo Inga Galoc           |                  | Fuerza Amazonense               |
| Quinjalca               | Robert Goñas Pinedo         |                  | Sentimiento Amazonense Regional | Braulio Goñas Culqui       |                  | Surge Amazonas                  |
| San Francisco de Daguas | Miguel Portocarrero Mixan   |                  | Sentimiento Amazonense Regional | Alfredo Gómez Chávez       |                  | Sentimiento Amazonense Regional |
| San Isidro de Maino     | Jhenry Salom Montoya        |                  | Fuerza Amazonense               | Víctor Álvarez Orosco      |                  | Surge Amazonas                  |
| Soloco                  | Celso Bardales Montoya      |                  | Fuerza Amazonense               | Eder Zuta Tochon           |                  | Sentimiento Amazonense Regional |
| Sonche                  | Lázaro Quiroz Chuqui        |                  | Fuerza Amazonense               | Edinson Palmer Mas         |                  | Fuerza Amazonense               |